# Oxytropis dasypoda
Oxytropis dasypoda är en ärtväxtart som beskrevs av Pierre Edmond Boissier. Oxytropis dasypoda ingår i släktet klovedlar, och familjen ärtväxter. Inga underarter finns listade i Catalogue of Life.